# Jezioro Kruteckie
Jezioro Kruteckie (także: Kruteczek) – jezioro położone w województwie wielkopolskim, w gminie Lubasz, na terenie Puszczy Noteckiej na wysokości 60 m n.p.m. Do brzegów akwenu przylega wieś Kruteczek.

## Dane morfometryczne
Jezioro ma kształt wydłużony w kierunku południowo-wschodnim. Akwen o wysokiej zawartości wapnia, o dużym wpływie zlewni, niestratyfikowany. Powierzchnia zwierciadła wody wynosi 71 lub 93 ha. Wymiary to 2,2 x 0,5 km. Maksymalna głębokość – 2 m. Przez akwen przepływa Miała. W południowej części jeziora istnieje wyspa o powierzchni 0,5 ha (w tym miejscu woda jest przejrzysta i ma tylko około 50 cm głębokości). 

## Przyroda
Brzegi akwenu są prawie zupełnie zarośnięte trzciną, pałką, turzycami oraz sitowiem. W wodzie dominuje osoka aloesowata, wywłócznik kłosowy i rogatek sztywny. Występuje także grążel żółty. Latem obficie zakwitają zielenice. Roślinność wynurzona zajmuje około 10 ha. Nad brzegami akwenu utworzono użytek ekologiczny Torfowiska nad Jeziorem Kruteckim. Rosną tu rzadkie rośliny, m.in. knieć błotna, rdestnica pływająca, turzyca zaostrzona, żurawina błotna i widłak jałowcowaty.
Z ryb występują płocie, leszcze, karaś pospolity, liny, węgorz europejski, rzadziej karp i sandacz pospolity. Dużo jest natomiast szczupaków i okoni.
Jezioro otaczają podmokłe łąki, pastwiska i lasy. Nad brzegami utworzono dwa kompleksy działek letniskowych, ale większość brzegów jest wolna od tego rodzaju zabudowy.